# 00-XX
Classificazione delle ricerche matematiche: sezioni di livello 1

00-XX 01 03 05 06 08 | 11 12 13 14 15 16 17 18 19 20 22 | 26 28 30 31 32 33 34 35 37 39 40 41 42 43 44 45 46 47 49 | 
 51 52 53 54 55 57 58 | 60 62 65 68 | 70 74 76 78 | 80 81 82 83 85 86 | 90 91 92 93 94 97-XX
In matematica 00-XX è la sigla della sezione di livello 1 dello schema di classificazione MSC2010 dedicata a caratterizzazioni generali delle pubblicazioni su questa disciplina.
Questa pagina presenta la struttura ad albero delle sue sottocategorie dei livelli intermedio e dettagliato.

## 00-XX
argomentazioni generali
- 00-01 esposizione didattica (libri di testo, articoli tutoriali ecc.)
- 00-02 presentazione di ricerche (monografie, articoli di rassegna)

## 00Axx
argomenti generali e specifici miscellanei
- 00A05 matematica generale
- 00A06 matematica per non matematici (cultori di ingegneria, scienze sociali ecc.)
- 00A07 raccolte di problemi
- 00A08 matematica ricreativa [vedi anche 97A20]
- 00A09 divulgazione della matematica
- 00A15 bibliografie
- 00A17 recensioni di altri libri
- 00A20 dizionari ed altre opere di riferimento generale
- 00A22 formulari
- 00A30 filosofia della matematica [vedi anche 03A05]
- 00A35 metodologia della matematica, didattica [vedi anche 97Cxx, 97Dxx]
- 00A65 matematica e musica
- 00A66 matematica e arti visuali, visualizzazione
- 00A67 matematica e architettura
- 00A69 matematica applicata generale {per la fisica, vedi 00A79 e le sezioni da 70-XX a 86-XX}
- 00A71 teoria della modellizzazione matematica
- 00A72 metodi generali di simulazione
- 00A73 analisi dimensionale
- 00A79 fisica {!usare indicazioni più specifiche dalle sezioni da 70-XX a 86-XX, quando possibile}
- 00A99 argomenti vari

## 00Bxx
atti di conferenze e collezioni di articoli
- 00B05 collezioni di sommari di lezioni accademiche, di conferenze e di seminari
- 00B10 collezioni di articoli di interesse generale
- 00B15 collezioni di articoli di contenuto specifico vario
- 00B20 atti di conferenze di interesse generale
- 00B25 atti di conferenze di interesse specifico vario
- 00B30 Festschriften (conferenze commemorative)
- 00B50 volumi di traduzioni selezionate
- 00B55 volumi di traduzioni varie
- 00B60 collezioni di articoli ristampati [vedi anche 01A75]
- 00B99 argomenti diversi dai precedenti,  ma in questa sezione